# Wisła Sandomierz (piłka ręczna)
Stowarzyszenie Piłki Ręcznej Wisła Sandomierz – polski klub piłki ręcznej z siedzibą w Sandomierzu. Powstał w 1966 jako sekcja SKS Wisła, w 1999 powołano samodzielne Stowarzyszenie Piłki Ręcznej Wisła Sandomierz.

## Historia klubu
Wisła Sandomierz powstała w 1925, a sekcję piłki ręcznej powołano w 1966. Zespół wywalczył awans do II ligi i rywalizował w niej w latach 1967–1969. Wówczas weszły w życie zmiany, według których mecze na tym poziomie należało rozgrywać w hali. Klub jej nie posiadał, więc wycofał się z rozgrywek. W latach 70. postawiono na pracę z młodzieżą, co zaowocowało sukcesami grup juniorskich w Polsce i na arenie europejskiej. W 1984 ze względu na problemy, m.in. natury finansowej, klub zawiesił swoją działalność. Wznowił ją pięć lat później. W 1994 powołane zostało Sandomierskie Stowarzyszenie Piłki Ręcznej.
W 1998 zespół uzyskał promocję do II ligi państwowej, w której zajął drugie miejsce. 1 kwietnia 1999 klub stał się samodzielny – na podstawie Ustawy o Kulturze Fizycznej powołano nowe Stowarzyszenie Piłki Ręcznej Wisła Sandomierz. W tym okresie w drużynie występował, m.in. Karol Bielecki, przyszły reprezentant Polski. W sezonie 2000/2001 drużyna rywalizowała w I lidze. Obecnie występuje w II lidze, po degradacji w sezonie 2009/2010.